# Абдул Хамид I
Абдул Хамид I (на турски: Birinci Abdülhamit), наричан Реформатора, е 27-ия султан на Османската империя, наследил брат си Мустафа III. Провъзгласен за султан на 21 януари 1774 г., управлява до смъртта си на 7 април 1789 година. Води неуспешни войни с Русия, умира от сърдечна недостатъчност, наследява го племенникът му Селим III.

## Биография
Абдул Хамид е роден на 20 март 1725 г. в Константинопол. Той е по-малък син на султан Ахмед III (управлявал 1703 – 1730) и неговата съпруга Черми Кадан. Ахмед III абдикира от властта си в полза на племенника си Махмуд I, който след това е наследен от брат си Осман III, а  Осман от Мустафа III. Той получава ранно образование от майка си, която го учи на история и калиграфия.
В деня на смъртта на Мустафа на 21 януари 1774 г. Абдул Хамид се възкачва на трона с церемония, проведена в двореца. На следващия ден се провежда погребалното шествие на Мустафа III. Новият султан изпраща писмо до Великия везир Сердар-Екрем Мухсинзаде Мехмед паша на фронта и го информира да продължи с войната срещу Русия. На 27 януари 1774 г. заминава за Еюп Султан джамия, където получава Меча на Осман.
Абдул Хамид I има най-малко четиринадесет съпруги, най-малко единадесет сина  и най-малко шестнадесет дъщери.

## Смърт
Абдул Хамид умира на 7 април 1789 г., на възраст от шестдесет и четири години, в Истанбул. Погребан е в Бахчекапи - гробница, която е построил за себе си.
Той развъжда арабски коне с голяма страст. Една порода е наречена "Кехейлан Абделхамид" на негово име.